# Jovita Feitosa
Antônia Alves Feitosa (Tauá, 8 de març de 1848 — Rio de Janeiro, 9 d'octubre de 1867), coneguda pel malnom de Jovita, va ser una militar brasilera. Va esdevenir una celebritat nacional el 1865 pel fet d'haver-se allistat a l'Exèrcit Brasiler com una Voluntària de la Pàtria, incorporant-se a la campanya de reclutament de les lleves per a la Guerra de la Triple Aliança.

## Biografia

### Infantesa i allistament
Va néixer en el poblat de Brejo Seco, actualment incorporat dins del municipi de Tauá, en la regió dels Inhamuns, en la llavors província del Ceará. Era filla de Maria Rodrigues d'Oliveira i Simeão Bispo d'Oliveira. El 1860, la seva mare va morir víctima de còlera.
En l'inici de 1865, es va mudar a casa d'un oncle, anomenat Rogério, mestre de música, en Jaicós, província del Piauí. Allà, amb 17 anys, Jovita s'allistà, atenent a la campanya que es feia en tot el país, transvestida d'home — amb els cabells curts i usant robes masculines. Va aconseguir enganyar els policies, no obstant això, va ser delatada per una dona que immediatament va reconèixer els traços femenins.
Al ser interrogada pels policies, va plorar copiosament i va manifestar el seu desig d'anar a lluitar en les trinxeres amb un trabuc entre les mans. No volia ser auxiliar d'infermera, una tasca que sí era permesa a les dones. Deia voler venjar "la humiliació soferta pels seus compatriotes de mans dels malvats paraguaians".
Va ser acceptada com a membre de les tropes d'infanteria de l'Imperi, després que el seu cas cridés l'atenció de Franklin Dória, llavors president de la província del Piauí. Aquest va incloure-la dintre de l'Exèrcit Nacional amb el rang de sargent segona. Va rebre l'uniforme i va embarcar amb el Cos de Voluntaris.
Va anar a la capital, on Jovita es va convertir en una personalitat pública: tots volien conèixer la dona que desitjava anar a la guerra. A Rio va ser entrevistada en una de les sales de la caserna que hi havia al Campo de Aclamação. Però, dos mesos després d'arribar a Rio de Janeiro, el Ministre de la Guerra va negar l'embarcament de Jovita Feitosa, jutjant-la incompatible amb el servei en el front de batalla, pel fet de ser dona.
Jovita i els que la recolzaven van intentar de totes les maneres revocar l'ordre. El 18 de setembre de 1865, va ser rebuda pel mateix emperador Pere II. Tot i així, no va poder fer res. Poc a poc, els diaris van deixar d'interessar-se per ella. Es va organitzar un espectacle benèfic per a pagar el seu trajecte de retorn al Piauí. Mesos després d'haver marxat, va tornar a Jaicós, sent rebuda fredament per la seva família.

### Vida civil i mort
Avorrida, sense aconseguir encaixar de nou en el món al que havia pertangut, va decidir tornar-se'n a Rio. Sola i sense treball, "es va aventurar en el camí de la perdició i de l'amargor" i tal com ho explicava un diari de l'època, va fer-se una "de les elegants del món errat".
Jovita Feitosa es va suïcidar als 19 anys, la tarda de 9 d'octubre de 1867, dimecres, en la casa nº 43 de la platja de Russel. Feia algun temps que mantenia relacions amb l'anglès William Noot, enginyer de la Rio de Janeiro City Improvements Ltd., la primera empresa responsable pel tractament d'aigües residuals urbanes, que vivia amb un altre company en la referida adreça. Havent finalitzat el contracte que Noot tenia amb la companyia, hagué de partir de volta al seu país. El diumenge anterior als fets, va escriure una nota en anglès, acomiadant-se de Jovita. Com ella desconeixia l'idioma i creient que aquelles línies contenien tan sols els compliments habituals que ell li feia en portuguès, Jovita no li va donar importància. El dimecres, al saber per tercers de la partida de Noot, a les 14 hores, Jovita es va quillar amb cura i va dirigir-se a la casa de la platja de Russel. Un cop allà, va trobar només l'esclava domèstica, que li va confirmar que Noot havia partit i li digué que el seu company no es trobava en el domicili.

Fotografies de la platja de Russel a finals del.

Jovita llavors va anar al dormitori de l'enginyer i va demanar un sobre, on va col·locar alguns papers per a Noot i va demanar a l'esclava que els remetés a la seva nova adreça al Regne Unit. Va dispensar-la, asseient-se al llit. A les 17:30, estranyant-se per la permanència de la jove en el quart, l'esclava hi va tornar i va trobar-se la Jovita estirada al llit, sense vida, amb la mà dreta sobre el cor. En la temptativa de reanimar-la, l'esclava va intentar aixecar-la i va veure que la mà sobre el cor estrenyia un punyal clavat. En la butxaca esquerra del vestit de Jovita, es va trobar una nota manuscrita per ella, declarant que ningú l'havia ofès i que es matava per motius que només ella i Déu coneixien. El seu cos va ser sepultat en el Cementiri de Sant Francesc Xavier, en el barri del Caju.

## Heroïna de la Pàtria
El dia 27 de març de 2017, el nom de Jovita Alves Feitosa va ser inscrit en el Llibre dels Herois i Heroïnes de la Pàtria, que es troba en el Panteó de la Pàtria i de la Llibertat Tancredo Neves, en Brasília, en virtut de la llei n.º 13 423 d'aquell any.